# Aaron Craft
Pour les articles homonymes, voir Craft.
Aaron Craft, né le 12 février 1991 à Findlay dans l'Ohio, est un joueur américain de basket-ball.

## Biographie
Il participe à la NBA Summer League 2014 d'Orlando avec les 76ers de Philadelphie et de Las Vegas avec les Warriors de Golden State. Plus tard, il signe un contrat avec les Warriors de Golden State mais le Golden State résigne son contrat. En novembre 2014, il signe aux Warriors de Santa Cruz avec lesquels il remporte le championnat NBA D-League. Craft est élu meilleur défenseur de la NBA D-League lors de cette saison.
Craft signe un contrat avec l'AS Monaco pour la saison 2017-2018.
Il prend sa retraite sportive en juillet 2020 pour se consacrer à ses études de médecine.